# Curt Larsson (ishockeymålvakt)
Curt Larsson, född 11 december 1944 i Nyköping, är en svensk tidigare ishockeymålvakt. Han spelade större delen av sin karriär i Södertälje SK   i dåvarande högsta ishockeyserien i Sverige, men han har också spelat i Winnipeg Jets i World Hockey Association. Larsson representerade Sverige i Ishockey-VM 1972, 1973 och 1974. Han togs ut i VM:s All Star Team 1974.
Efter den aktiva karriären arbetade Larsson som tränare, bland annat för Södertälje SK och spelade även i IK Tälje och för Svenska ishockeyförbundet. Han var assisterande tränare för Tre Kronor i Canada Cup 1984.

## Klubbar som senior
- Nyköpings AIK , 1963-1964
- Södertälje SK, 1964-1974
- Winnipeg Jets, 1974-1977
- Södertälje SK, 1977-1979